# Hammurapi I. (Babylon)

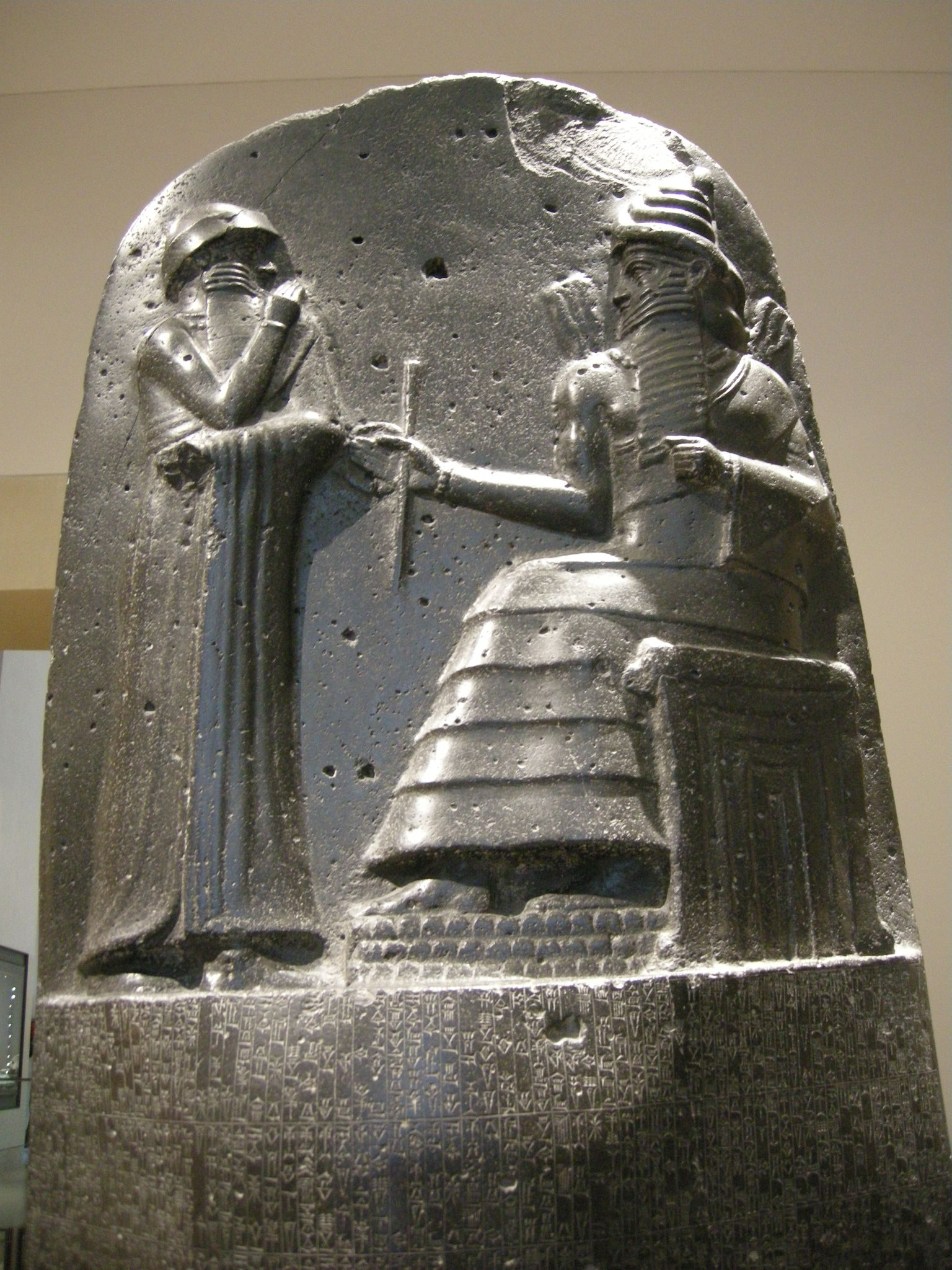
Stele mit dem Codex des Hammurapi im Louvre: Hammurapi (links) vor dem Gott Šamaš

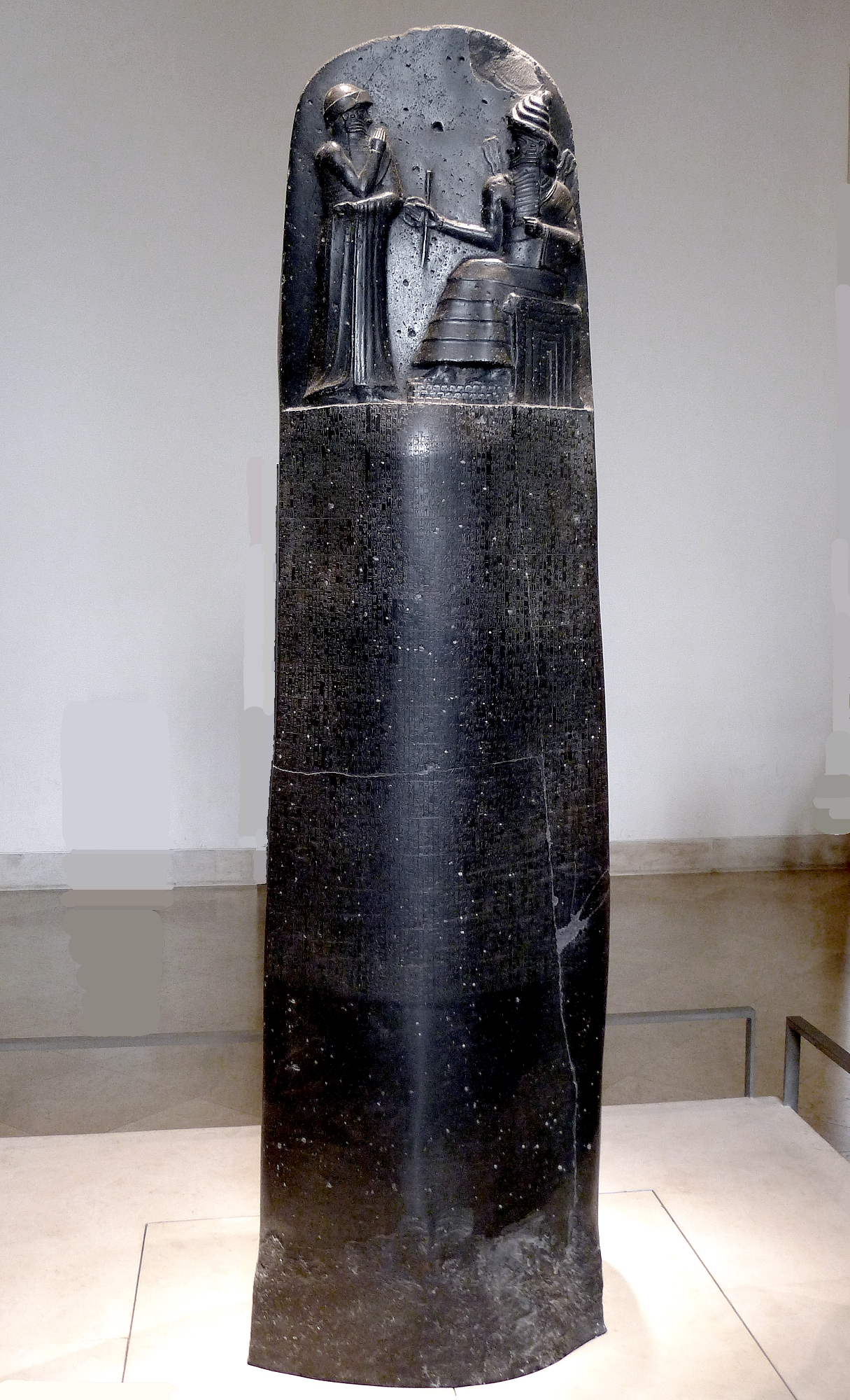
Stele mit dem Codex des Hammurapi im Louvre

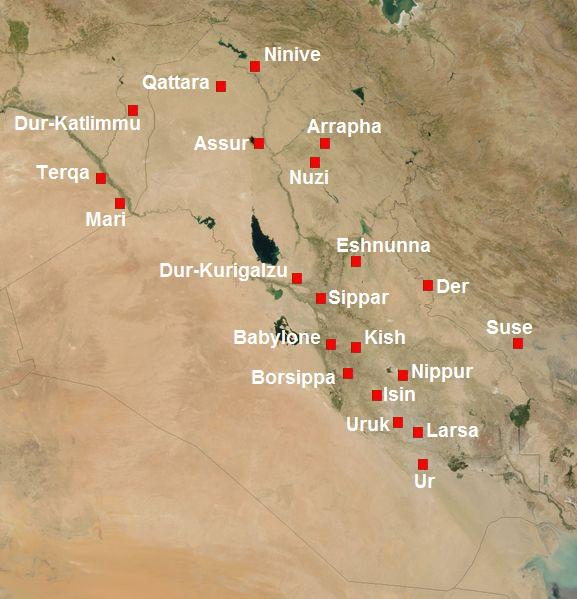
Stadtstaaten Mesopotamiens

Hammurapi (auch: Hammurabi oder mit Ḫ geschrieben; akkadisch 𒄩𒄠𒈬𒊏𒁉 Ha-am-mu-ra-bi) war gemäß mittlerer Chronologie von 1792 bis zu seinem Tode 1750 v. Chr. der 6. König der ersten Dynastie von Babylonien und trug den Titel König von Sumer und Akkad.

## Herrschaft
Hammurapi war der sechste Herrscher von Babylon und wurde 1792 v. Chr. Nachfolger seines Vaters Sin-muballit. Bereits Hammurapis unmittelbare Vorgänger konnten das Herrschaftsgebiet des Stadtstaates ausdehnen, sodass Borsippa, Kiš, Dilbat, Kazallu, Marad und Sippar den Babyloniern unterstanden. Dennoch war Babylon zu Beginn von Hammurapis Amtszeit ein Staat neben einer Reihe anderer in Mesopotamien; wichtige weitere Stadtstaaten waren Larsa, Ešnunna und Elam im Süden und Osten, sowie Mari und Assyrien im Norden. In Syrien nahm das Reich von Jamchad, im Bündnis mit Mari, eine Machtposition ein.
Hammurapi hat zu Beginn seiner Regierungszeit möglicherweise in einem Abhängigkeitsverhältnis zum assyrischen König Šamši-Adad I. gestanden. Dies wird aus einer im zehnten Regierungsjahr Hammurapis ausgestellten Urkunde geschlossen, in der der Eid neben Hammurapi selbst auch bei Šamši-Adad I. beschworen wird. Zeugnis für enge Kontakte zwischen Hammurapi und Šamši-Adad in dieser Zeit sind in Mari, damals beherrscht von Šamši-Adads Sohn Jasmaḫ-Addu, aufgefundene Briefe. Als Konsequenz hieraus wird bezweifelt, dass die Feldzüge Hammurapis etwa im ersten Drittel seiner Regierungszeit eigenständige Unternehmungen waren und nicht unter dem Oberbefehl bzw. auf Anweisung Šamši-Adads erfolgten. Weiterhin würden die Feldzüge ohne Unterstützung aus Assur ein zu großes Wagnis dargestellt haben. So errang Hammurapi in seinem siebten Regierungsjahr einen Sieg über Uruk und Isin, in seinem achten fand eine militärische Unternehmung nach Emutbal statt, die teils als gegen Rim-Sin I. von Larsa gerichtet, teils auch als mit diesem gegen Unruhestifter gemeinsam erfolgte Aktion interpretiert wird. Im zehnten Regierungsjahr unterwarf Hammurapi Malgum und im elften Rapiqum und Schalibi, Ortschaften, die dem Machtbereich Ešnunnas angehörten.
Nach Šamši-Adads Tod im 17. Regierungsjahr Hammurapis schwand der Einfluss Assurs in Mesopotamien und auch Hammurapi scheint nicht länger unter dessen Oberhoheit gestanden zu haben. Gleichwohl zeugt ein Brief von Šamši-Adads Sohn Išme-Dagan I. für weiterhin gute Beziehungen zwischen beiden Staaten. Für diese Jahre nennen die Jahresformeln die Anschaffung religiöser Objekte und Maßnahmen, die auf den Ausbau der Infrastruktur zielten. Auch darf mit einem Anstieg des Wohlstands und der Einwohnerschaft Babylons gerechnet werden.
In der folgenden Zeit entwickelte sich ein enges Verhältnis zwischen Hammurapi und Zimri-Lim von Mari, der den dort regierenden Sohn Šamši-Adads gestürzt hatte und Schwiegersohn des Königs von Jamchad war. Oft wird auch ein Dreierbund Babylon-Mari-Jamchad genannt. In den folgenden zwei Jahrzehnten stellten sich Hammurapi und Zimri-Lim untereinander mehrmals Truppen zur Verfügung, die von Zimri-Lim teilweise in Jamchad angeworben wurden und deren Zahl in die zehntausende ging. Mehrere Hinweise auf Verzögerungen von Truppenlieferungen seitens Hammurapis werden so gedeutet, dass dieser den größeren Nutzen aus dem Bündnis gezogen habe. Eingesetzt wurden diese Truppen im Falle Hammurapis wohl zum Kampf gegen Ešnunna, Elam und Larsa.
Hammurapi verfügte, wie auch Zimri-Lim in Babylon, über ein ausgeklügeltes Netz von Botschaftern und Agenten in allen wichtigen Stadtstaaten. So stand Hammurapi in Briefkontakt mit Buqaqum und Bachdi-Lim, hohen Beamten in Mari, die ihm Informationen über militärische Aktionen Maris lieferten und, zumindest im Falle Bachdi-Lims, auch als seine Gesandten fungierten.
Etwa 1763 v. Chr., im 30. Regierungsjahr Hammurapis, drängten die Elamiter unter ihrem König Siwe-Palar-Khuppak von Osten in die mesopotamische Ebene und bedrängten die Stadt Larsa unter Rim-Sin I. Diese Situation nutzte Hammurapi, um sich zunächst mit Larsa zu verbünden und gemeinsam die Elamiter zu vertreiben. Im selben Jahr siegte Hammurapi noch über Heere Ešnunnas, der Gutäer, der Stadt Malgum und Assurs.
Im gleichen Jahr brachen auch Feindseligkeiten zwischen Hammurapi und Rim-Sin von Larsa aus. Laut einem Brief eines Gesandten Zimri-Lims in Babylon war zuvor ein Bündnis Rim-Sins mit Hammurapi geplant, in dem gegenseitiger Schutz bei Angriffen eines nicht namentlich genannten Feindes zugesichert worden wäre. Die Initiative zu dieser Abmachung sei von Rim-Sin in einem Brief an Hammurapi ausgegangen. Ein endgültiger Abschluss dieses Vertrages ist nicht bekannt.
In einem ebenfalls aus Mari stammenden Brief werden Übergriffe von Untertanen Rim-Sins auf dem Gebiet Hammurapis erwähnt, welche dieser als Begründung des Krieges gegen Rim-Sin anführen konnte. Gemeinsam mit Truppen aus Mari belagerten und eroberten die Babylonier Rim-Sins Residenz Maschkanschapir. Larsa selbst soll von 40.000 Soldaten verteidigt worden sein. Aus diesem Grund soll Hammurapi weitere Truppen ausgehoben haben. Larsa selbst wurde noch im selben Jahr eingenommen, aber nicht zerstört, sondern zum Zentrum eines Verwaltungsbezirks ausgebaut.
In seinem 32. Regierungsjahr fanden siegreiche Kämpfe Hammurapis gegen Assur, Ešnunna und die Gutäer statt, wodurch Hammurapi seinen Einflussbereich nach Norden erweitern konnte.
In seinem 33. Regierungsjahr eroberte Hammurapi, neben in den Jahresformeln genannten Kanalausbesserungen wegen Zerstörungen während der Kämpfe gegen Larsa, die früher verbündete Stadt Mari. Texte aus Mari, in denen Weissagungen gegen Hammurapi erwähnt werden, zeigen, dass man die Machtsteigerung Babylons durchaus als Bedrohung empfand. Außerdem wurden Malgum erneut und einige assyrische Städte erobert. Beide Städte rebellierten jedoch gegen Hammurapi und wurden in dessen 35. Regierungsjahr endgültig besiegt, wobei in Mari möglicherweise Zerstörungen vorkamen, deren Umfang nicht bestimmbar ist.
Nachdem er in einem nicht datierten Brief Zimri-Lims von diesem gebeten worden war, den Thron Ešnunnas zu besteigen, eroberte Hammurapi dieses in seinem 38. Regierungsjahr. Möglicherweise hatte er es vorher mittels der Errichtung künstlicher Dammbauten überschwemmt.
In seinem letzten Regierungsjahrzehnt führte Hammurapi Kriege gegen die Assyrer. Im Prolog des Codex Hammurapi werden Assur und Ninive als dem Herrschaftsbereich Hammurapis eingegliederte Städte genannt. Andere Belege hierfür fehlen aber. In Diyarbakır wurde allerdings eine Stele des Hammurapi gefunden, die als Zeichen für ein weites Vordringen am Tigris gedeutet werden kann.
Hammurapis Herrschaftsgebiet erstreckte sich nunmehr vom Persischen Golf und dem Zagrosgebirge bis zum Euphratbogen. Seinem Reich war aber keine lange Lebensdauer vergönnt. Schon während der Regierungszeit seines Sohnes Šamšu-iluna kam es zu Unruhen in Südmesopotamien, und an den Grenzen erschien ein neues Volk, die Kassiten. Aus westlicher Richtung drangen fast gleichzeitig die Hethiter vor, die sich aber nach der Eroberung Babylons durch Muršili I. wieder zurückzogen. Die Kassiten lösten schließlich die Hammurapi-Dynastie ab. Damit endete die altbabylonische Epoche in Mesopotamien.

## Codex Hammurapi
Berühmt geworden ist Hammurapi jedoch durch die älteste vollständig erhaltene Rechtssammlung, den Codex Hammurapi. Dieser umfasste einen Prolog, die 282 Gesetzesparagraphen und den Epilog. Aufgezeichnet wurde er unter anderem auf einer ca. 2,25 m hohen Stele (einer freistehenden Säule) aus Diorit.
Eine Stele mit dem Text des Codex wurde 1902 bei Ausgrabungen in Susa gefunden. Ihr ursprünglicher Standort ist unbekannt, vermutlich wurde sie von einem Eroberer aus einer babylonischen Stadt geraubt. Die Gesetzesstele von Susa befindet sich heute im Louvre in Paris.
Hammurapis Rechtssammlung war keineswegs einzigartig. Bereits 300 Jahre zuvor schuf der sumerische König Ur-Nammu ein ähnliches Werk und etwa 150 Jahre vor Hammurapi ließ Lipit-Ištar, König von Isin, ebenfalls eine Stele beschriften. Beide Werke sind aber nur fragmentarisch erhalten. Hammurapis Schriften wurden dagegen vielfach aufgezeichnet. In der Bibliothek des Aššurbanipal in Ninive hat sich eine Abschrift auf Tontafeln erhalten. Jedoch lassen sich keine Einflüsse auf andere Rechtskreise nachweisen. Die allgemeine Hochschätzung galt nicht dem Recht, sondern dem literarischen Kunstwerk.

## Bedeutung des Namens
Der Name Hammurapi ist ein Kompositum, welches in der Keilschrift durch die Syllabogramme ḫa-am-mu-ra-bi wiedergegeben wird. Während es sich bei ḫa-am-mu eindeutig um das amurritische Wort hammu(m) (‚Vaterbruder‘) handelt, ermöglicht die Keilschrift zwei Lesarten für den zweiten Namensteil:
- „rabi“ vom akkadischen Adjektiv rabûm (*rabi'um, ‚groß‘)
- „rapi(um)“ vom amurritischen Verb rapûm (‚heilen‘)

Dementsprechend wird sein Name von denjenigen mit „Hammurabi“ transkribiert, die davon ausgehen, dass sich der Name aus einem amurritischen und einem akkadischen Teil zusammensetzt, der insgesamt mit „großer Onkel“, „großer Vater“ oder ähnlich zu übersetzen wäre. Diese Lesart hat in der jüngeren Vergangenheit viel Kritik erfahren, da bislang keine Begründung vorgelegt wurde, warum der Name aus zwei Begriffen verschiedener Sprachen komponiert sein sollte. Deshalb transkribieren viele Forscher den Namen heute mit „Hammurapi“, so dass er als „heilender Vater“ oder ähnlich zu übersetzen wäre.

## Eponyme
1997 wurde der Asteroid (7207) Hammurabi in der alternativen Transkription und Schreibweise nach ihm benannt.